# San Giorgio a Cremano
San Giorgio a Cremano es un municipio italiano localizado en la ciudad metropolitana de Nápoles, región de Campania. Cuenta con 45.424 habitantes en 4,11 km².
Limita con los municipios de Ercolano, Nápoles, Portici, San Sebastiano al Vesuvio.
Fue fundado el 993 d. C. El santo patrón es San Jorge.

## Demografía
| Gráfica de evolución demográfica de San Giorgio a Cremano entre 1861 y 2011 |
|                                                                             |
| Fuente ISTAT - elaboración gráfica de Wikipedia                             |

## Personajes célebres
- Massimo Troisi (1953-1994), cineasta, director, comediante, actor y guionista cinematográfico.